# از درون گذشته
از درون گذشته (به انگلیسی: Out of the Past) فیلمی ۹۷ دقیقه‌ای به کارگردانی ژاک تورنور با بازی رابرت میچام است.